# Электрокалорический эффект
Электрокалорический эффект (en. Electrocaloric effect) состоит в увеличении температуры вещества при создании в нём электрического поля напряжённостью E и соответствующего уменьшения температуры при выключении этого поля в адиабатических условиях.[1]
Эффект наблюдается в целом ряде сегнетоэлектрических материалов, в том числе в полимерных, хотя одними из наиболее популярных среди исследователей являются материалы со структурой типа перовскита.
Электрокалорический эффект был предсказан ещё в девятнадцатом веке — в 1887 известный физик, Уильям Томсон, лорд Кельвин, предсказал электрокалорический эффект, исходя из соображений об обратимости пироэлектричества (пироэлектричество — явление возникновения электрического поля в кристаллах при изменении их температуры). Экспериментально эффект наблюдался советскими физиками И. В. Курчатовым и П. П. Кобеко.[2]
Перед электрокалорическим эффектом открываются широкие возможности по созданию основанных на нём твердотельных охлаждающих систем, схожих с элементом Пельтье, но основанных не на протекании тока, а на изменении величины напряжённости поля. В одном из наиболее перспективных материалов величина изменения температуры равнялась 0,48 Кельвин на вольт приложенного напряжения. [3]
| Категории |